# Auswandererhaus Bremerhaven

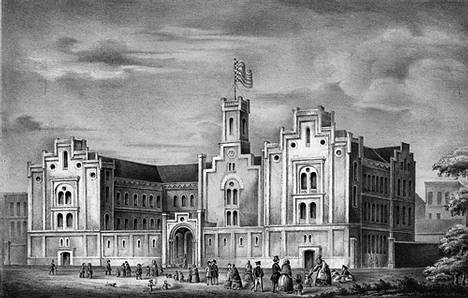
Das Auswandererhaus in Bremerhaven um 1850

Das Auswandererhaus in Bremerhaven war ein großes historistisches Gebäude, das 1849/50 zur Unterbringung und Verpflegung von Auswanderern errichtet wurde. Später diente es als Kaserne und Brauerei. Einige erhaltene Bestandteile des Bauwerks sind heute Teil des Campus der Hochschule Bremerhaven.

## Geschichte des Auswandererhauses

### Die Anfänge
Bereits kurz nach Inbetriebnahme des neugegründeten Bremer Havens an der Wesermündung Anfang der 1830er Jahre entwickelte sich der im Aufbau befindliche Ort zu einem bedeutenden Überseehafen und in der Folge zum größten Auswandererhafen Europas. Vor den Abfahrtsterminen der Auswandererschiffe sammelten sich unzählige Menschen am Hafen, die teilweise tagelang auf das Auslaufen ihrer Schiffe warten mussten, was zu chaotischen Verhältnissen und Wucherpreisen für Schlafquartiere führte. Zur Verbesserung der Versorgung und Unterbringung der Auswanderer ließ der Kaufmann Johann Georg Claussen 1849 bis 1850 zwischen Geeste und Altem Hafen (auf einem Gelände der ehemaligen Festungsstadt Carlsburg) durch Heinrich Müller eine 2900 m² große Herberge errichten – das Auswandererhaus.
Das Backsteingebäude im Stile der Neorenaissance bestand aus drei Flügeln mit je drei Stockwerken, die sich U-förmig um einen Innenhof gruppierten. Die vier Querseiten der Trakte waren mit Staffelgiebeln abgeschlossen. Der zentrale Flügel hatte auch einen Mittelrisalit, der ebenfalls mit einem Staffelgiebel versehen war und von einem kleinen rechteckigen Glockenturm mit Flaggenmast überragt wurde. Hinter dem Gebäude gab es einige eingeschossige Wirtschafts- und Lagergebäude. Die Simse und Fensterbögen waren in geblichen Klinkern gefertigt und hoben sich markant vom rötlichen Mauerwerk ab. Die Dächer waren mit dunkelgrauen Ziegeln gedeckt.
Das Auswandererhaus galt zum Zeitpunkt seiner Eröffnung als beispielhafte soziale Einrichtung. Der Gebäudekomplex umfasste große Schlaf- und Speisesäle, Waschräume, eine Küche, eine Krankenstation sowie eine Kapelle. Er bot 1500 bis 2000 Menschen Quartier. Bis zu 3500 Menschen konnten zudem mit warmen Mahlzeiten versorgt werden – neben Auswanderern wurde die Einrichtung auch von Matrosen, Werft- und Hafenarbeitern genutzt. Die Verpflegung und Unterbringung kostete zunächst 12 Grote pro Tag, später dann 15 Grote. Die Kapelle im Turmgebäude des Auswandererhauses war bis zur Weihe der Großen Kirche im Jahr 1855 das einzige Gotteshaus in Bremerhaven. Als größtes Gebäude in Bremerhaven (vor Fertigstellung der Stadtkirche) galt das Auswandererhaus als bedeutende Sehenswürdigkeit. Hermann Allmers besichtigte das Gebäude und schrieb in seinem Marschenbuch:
„[…] Heinrich Müller […] schuf in fabelhaft kurzer Frist ein Werk, das eben so sehr durch seine Größe und Schönheit seiner architektonischen Verhältnisse das Auge des Beschauers fesselt, wie es durch seine treffliche Construktion und seine praktische Einrichtung den Sachverständigen zur Bewunderung hinreißt.“
Bald stieß die Einrichtung an ihre Kapazitätsgrenzen und die Überfüllung des Hauses begünstigte 1853 einen Cholera-Ausbruch. Die hygienischen Bedingungen wurden daraufhin verbessert und ein zusätzlicher Bau an der Fährstraße geplant; dieser wurde aber nicht mehr errichtet. 1855 wurde die Bahnstrecke Bremen–Bremerhaven eröffnet. Von nun an trafen die meisten Auswanderer am Tage ihrer Abreise im Hafen ein; das Auswandererhaus kam in finanzielle Probleme. Der Preis für Kost und Logis im Auswandererhaus wurde auf 18 Groten angehoben.

### Spätere Nutzung
1864 wurde das Auswandererhaus schließlich geschlossen. In den Jahren zwischen 1850 und 1862 waren hier insgesamt 283.415 Menschen. Zunächst stand das Gebäude einige Jahre lang leer; während des Deutsch-Französischen Krieges 1870/71 wurde es als Kriegsgefangenenlager und Lazarett genutzt. 1871 bis 1886 diente es dem Schleswig-Holsteinischen Festungsartillerie-Bataillon Nr. 9 als Kaserne. Anschließend gab es den Plan, die Stadtverwaltung Bremerhavens in dem großen Gebäude unterzubringen. Im Jahr 1890 kaufte der Brauereibesitzer Oswald Kroker das Gebäude. Er gründete dort die Actien-Brauerei Karlsburg, die am 17. März 1892 den Betrieb aufnahm. Sie belieferte u. a. den Norddeutschen Lloyd. 1900 wurde die Brauerei im ehemaligen Innenhof des Auswandererhauses zwischen den drei Gebäudeflügeln um einen zweigeschossigen Anbau für weitere Produktionsanlagen vergrößert.
Während des Ersten Weltkriegs geriet die Karlsburg-Brauerei in finanzielle Schwierigkeiten. Sie wurde 1922 von der Haake-Beck Brauerei übernommen. Teile der Gebäude der Brauerei wurden in der Zeit des Nationalsozialismus als Gefängnis genutzt, in dem Verhöre und Misshandlungen stattfanden und Mitglieder der Bremerhavener KPD und Angehörige der Sinti interniert wurden. Im Zweiten Weltkrieg wurde das Gebäude bei einem schweren Bombenangriff auf die Bremerhavener Innenstadt am 18. September 1944 erheblich beschädigt und der Südflügel des ehemaligen Auswandererhauses vollständig zerstört. Bald nach dem Krieg konnte die Brauerei jedoch wieder ihren Betrieb aufnehmen; der zerstörte Südflügel wurde 1957 in Betonbauweise neu errichtet. Nach zunächst sehr guter Geschäftsentwicklung kam die Karlsburg-Brauerei in den 1970er Jahren in eine Krise und wurde 1974 geschlossen. Das Gebäude wurde 1979 an das Land Bremen verkauft.

### Was blieb

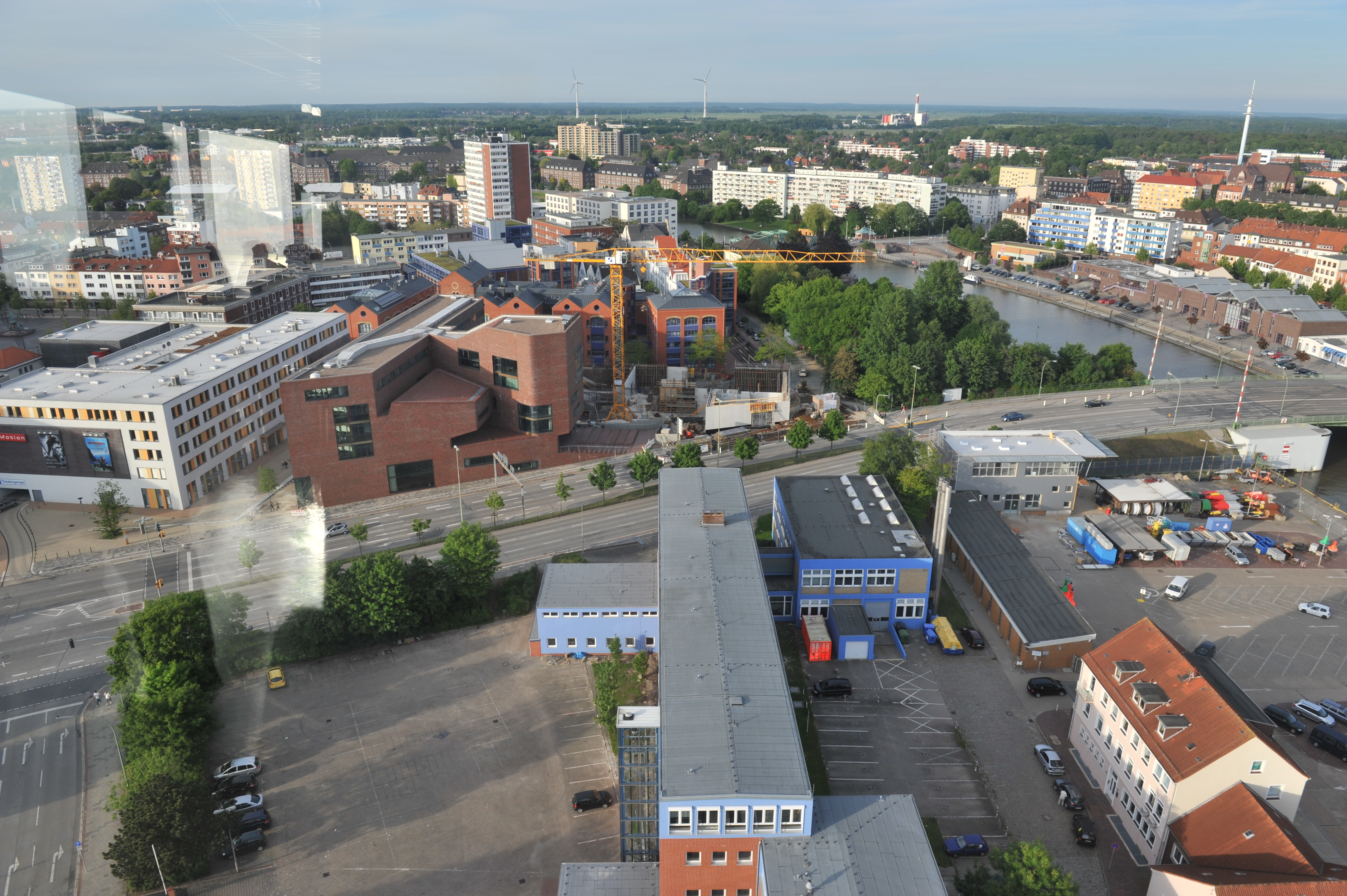
Die Hochschule Bremerhaven auf dem Gelände des ehemaligen Auswandererhauses

Auf dem Gelände des ehemaligen Auswandererhauses und umliegenden Grundstücken entstand ab 1985 die Hochschule Bremerhaven. Einige Gebäudeteile und Fassadenpartien des alten Gebäudekomplexes wurden beim Abriss der Brauerei freigelegt, erhalten und in den Neubau des Hauses K (wie Karlsburg) integriert. Dazu gehörten Teile des zentralen Turmgebäudes und ein Seitenflügel. Der Entwurf des Architekten Gottfried Böhm für die Hochschulgebäude griff darüber hinaus einige Stilelemente des ursprünglichen Auswandererhauses auf, wie die Verwendung von rotem Backstein oder die Anordnung der Fenster in den giebelständigen Fassaden. Am 9. November 1985 wurde vom Förderverein Deutsches Auswanderermuseum (heute: Freundeskreis Deutsches Auswandererhaus) eine Bronzetafel auf dem Campus angebracht, die an die Geschichte des Ortes erinnert:
„Auf dem Gelände der historischen Carlsburg wurde 1849 das Auswanderhaus errichtet. Viele tausend Menschen verbrachten hier die letzten Tage, bevor sie Europa verließen. In den Neubau der Hochschule Bremerhaven wurde 1985 dieser Teil des Auswandererhauses einbezogen.“